# 科技考古学
科技考古学（英語：Archaeological science）是考古学的一个重要分支，主要指用现代科技手段分析研究古代人类文化遗存以及与人类活动相关的自然遗存，获得更多的古代人类活动信息，从而尽可能地恢复古代人类社会的面貌。